# Sheri Holman

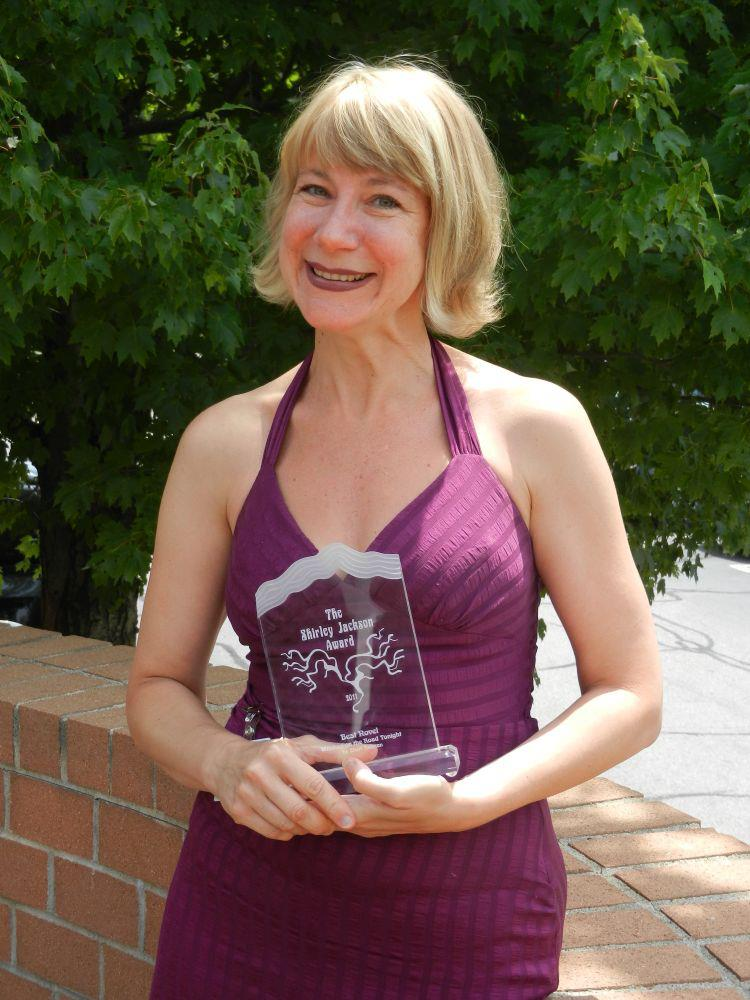
Sheri Holman

Sheri Holman (* 1. Juni 1966 in Richmond, Virginia) ist eine US-amerikanische Schriftstellerin.

## Leben
1988 schloss sie eine Ausbildung (Theatre) B.A. am College of William and Mary in Williamsburg ab. Sie arbeitete danach für eine New Yorker Literaturagentur.
Ihr erstes Buch A Stolen Tongue (deutsch: Die gestohlene Zunge), das als Mystery-Roman 1997 die abenteuerlichen Reisen des Ulmer Dominikaners Felix Fabri verarbeitet, wurde in elf Sprachen weltweit übersetzt.

## Werke
- A Stolen Tongue (1997)
- Dress Lodger (1998), deutsch Wintervogel
- Sondok: Princess of the Moon and Stars (2002)
- The Mammoth Cheese (2003)
- Witches on the Road Tonight (2011)

## Auszeichnungen
- 2005: Nominierung Orange Prize for Fiction für Mammoth Cheese in der Kategorie 'Bester Roman'